# Peugeot 305
Peugeot 305 er en bilmodel fra Peugeot, som størrelsesmæssigt ligger mellem den lille mellemklasse og den store mellemklasse. Den blev bygget mellem efteråret 1977 og slutningen af 1993 som efterfølger for Peugeot 306.

## Historie
Peugeot 305 kom på markedet i november 1977 og kunne i starten kun købes som firedørs sedan.
I august 1980 fulgte stationcarversionen med tilnavnet Break. Den findes også i en varebilsudgave, Break Service, med kun to sidedøre og blænder i stedet for de bageste sideruder.

## Teknik
Modellen blev i løbet af sin levetid solgt med flere forskellige motorvarianter; de er alle firecylindrede rækkemotorer. Den første generation overtog den fra Peugeot 304 kendte motorkonstruktion med gearkassen i bundkarret (1,3 og 1,5 liter med 44 kW (60 hk) hhv. 54 kW (73 hk)), aluminiumsblok med overliggende knastaksel, diagnosestik til tændingskontrol og en samlet motor-/gearkasseoliemængde på cirka fire liter. Motorerne skal have skiftet olie for hver 7.500 km, og et egentligt serviceeftersyn udføres for hver 15.000 km. Disse motorer blev senere erstattet af XU-motorerne med klassisk adskillelse af motor og gearkasse (1,6 liter med 54 kW (73 hk) og 71 kW (97 hk) samt 1,9 liter med 75 kW (102 hk) hhv. 72 kW (98 hk) med katalysator).
Den ligeledes fra Peugeot 205, Citroën Visa og flere andre af PSA-koncernens bilmodeller kendte sugedieselmotor på 1,9 liter med 48 kW (65 hk) afrundede motorprogrammet. De første modeller findes også med en 1,5-liters dieselmotor.
Motoren er monteret på tværs over forakslen. I Peugeot-museet er der dog udstillet en prototype, som er udstyret med PRV-motoren monteret på langs over forakslen. 305 findes udelukkende med forhjulstræk.
De forreste hjulophæng dannes af et MacPherson-system med styrerulleradius nul og stabilisator. Sidstnævnte findes også på bagakslen, som er udstyret med langsled. 2-kreds bremsesystemet har ATE-skivebremser på forhjulene og Girling-tromlebremser på baghjulene samt bremseforstærker og bremsekraftbegrænser på bagakslen. De første modeller har ret smalle dæk i størrelse 145 SR 14 på 4.5 J 14-fælge. Reservehjulet er monteret udvendigt under bagagerummet, mens brændstoftanken er monteret over bagakslen. Modellen med 60 hk-motor har ifølge Peugeot en tophastighed på 144 km/t og en accelerationstid fra 0 til 100 km/t på 17,3 sekunder, mens de tilsvarende data for 73 hk-modellen er 153 km/t og 13,2 sekunder.

## Karrosserivarianter
305 findes som sedan og stationcar; karrosseriets udvendige mål er næsten identiske for begge versioner:
- Længde: 4240 mm (sedan), 4260 mm (Break)
- Bredde: 1630 mm (sedan), 1640 mm (Break)
- Højde: 1400 mm (sedan), 1420 mm (Break)

## Facelift
Med faceliftet i efteråret 1982 fik karrosseriet en fladere og mere aerodynamisk frontparti. Desuden forsvandt modelbetegnelsen på motorhjelmen, som nu ligesom på alle andre modeller blev placeret bagpå bilen.
- Peugeot 305 Break (1982–1988)
- Bagfra

## Udstyrsvarianter
- GL: 1290 cm³, 44 kW (60 hk), topfart 144 km/t, forbrug 6,5 liter ved 90 km/t
- GLS: 1472 cm³, 54 kW (73 hk), topfart 153 km/t, forbrug 6,2 liter ved 90 km/t
- GR
- SR: 1472 cm³, 54 kW (73 hk), topfart 153 km/t, forbrug 6,2 liter ved 90 km/t
- SR (fra 1986): 1905 cm³, reguleret katalysator, 72 kW (98 hk)
- GT (fra 1983)
- GTX
- GLD (diesel)
- GRD (diesel)
- SRD (diesel)

### Specialmodeller
- 305 GL Plus
- 305 GL Rubin
- 305 Juwel
- 305 Speciale: farvet vinduesglas, rammebeskyttelseslister, brede dæk 165/70, sportsfælge, Tweed-indtræk
- 305 S5: femtrinsgearkasse, brede dæk 165/70, sportsfælge, omdrejningstæller, sportsrat

## Efterfølgere
305 var i mange år Peugeots mest producerede model. I december 1988 blev produktionen af sedan og stationcar indstillet.
Modellen fik to efterfølgere, den i allerede i efteråret 1985 introducerede 309, som tilhører den lille mellemklasse, og den i efteråret 1987 introducerede store mellemklassebil 405.
305 kunne helt frem til slutningen af 1990'erne mødes som politibil i Saarland.